# Amblyseiulella hyauliangensis
Amblyseiulella hyauliangensis är en spindeldjursart som först beskrevs av Gupta 1986.  Amblyseiulella hyauliangensis ingår i släktet Amblyseiulella och familjen Phytoseiidae. Inga underarter finns listade i Catalogue of Life.